# Indispensabile
Indispensabile è l'ottavo album del cantante napoletano Tony Colombo, del 2001

## Tracce
1. Indispensabile
2. Noi amanti
3. Fai l'amore
4. A primma vota
5. Provo ancora a te chiammà
6. Pe chella là
7. Piccerè
8. Bonita
9. Si ce ò diceno è o core
10. Mia cara luna
11. Spregiudicata
12. Con fridde nguolle
13. Fai sempre tardi
14. 10 aprile